# Fred Lorenzen
Statistiques en NASCAR Cup Series
Dernière mise à jour : 25 décembre 2016 
Frederick Lorenzen, dit Fred Lorenzen, est un pilote américain de NASCAR né le 30 décembre 1934 à Elmhurst (Illinois) et mort le 18 décembre 2024.

## Carrière
Fred Lorenzen commence sa carrière en 1956 et remporte en 12 saisons 26 courses dont le Daytona 500 en 1965. Sa meilleure performance dans le championnat de première division NASCAR Grand National est une 3e place en 1963. 